# Entodontopsis anceps
Entodontopsis anceps är en bladmossart som beskrevs av William Russell Buck och Robert Root Ireland 1985. Entodontopsis anceps ingår i släktet Entodontopsis och familjen Stereophyllaceae. Inga underarter finns listade i Catalogue of Life.